# 26634 Balasubramanian
26634 Balasubramanian este un asteroid din centura principală de asteroizi.

## Descriere
26634 Balasubramanian este un asteroid din centura principală de asteroizi. A fost descoperit pe 29 aprilie 2000 la Socorro, New Mexico, în cadrul proiectului LINEAR. Asteroidul prezintă o orbită caracterizată de o semiaxă mare de 3,06 ua, o excentricitate de 0,17 și o înclinație de 0,5° în raport cu ecliptica.